# Wilhelm II z Dampierre
Wilhelm II z Dampierre (ur. ok. 1200, zm. 5 maja 1231) – pan Dampierre, konetabl Szampanii, drugi mąż hrabiny Flandrii Małgorzaty II.

## Życiorys

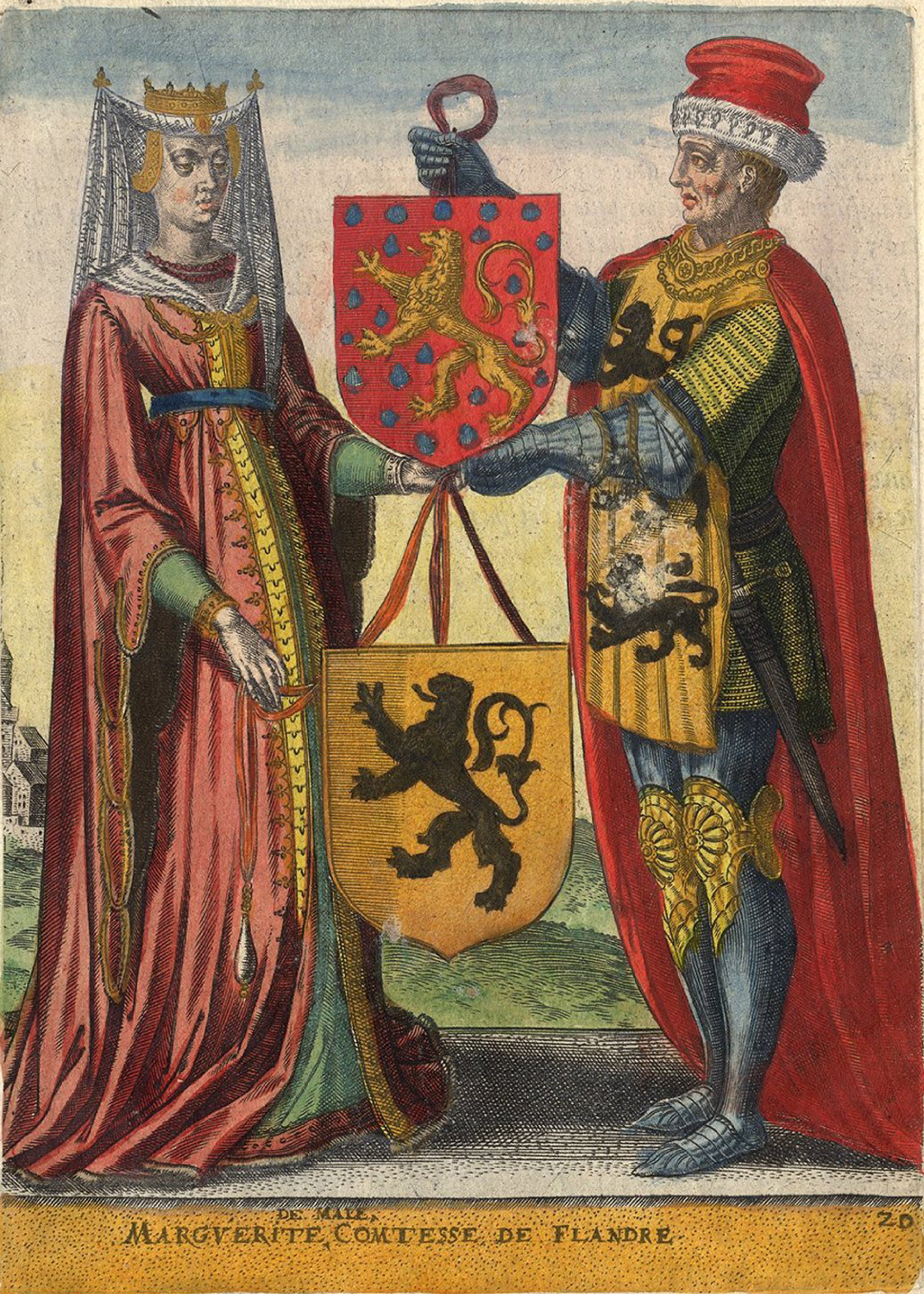
Wilhelm z Małgorzatą

Wilhelm II był młodszym synem Gwidona II z Dampierre i Matyldy z Bourbon. Jego dziad Wilhelm I z Dampierre uzyskał godność konetabla Szampanii, co znacząco podniosło prestiż rodu i umożliwiło wchodzenie jego członków w związki małżeńskie z przedstawicielami najmożniejszych rodów Francji. W 1221 Wilhelm przejął od swego starszego brata dobra rodowe z Dampierre i Saint-Dizier oraz godność konetabla Szampanii. Planował poślubić Alicję, córkę hrabiego Szampanii Henryka II i zarazem wdowę po królu Cypru Hugonie I, jednak papież Innocenty III odmówił dyspensy wymaganej ze względu na bliskie pokrewieństwo potencjalnych małżonków.
W 1223 Wilhelm poślubił Małgorzatę, siostrę ówczesnej hrabiny Flandrii Joanny. Tym razem, mimo identycznego stopnia pokrewieństwa jak w przypadku Alicji, nie czekał na niezbędną dyspensę; uzyskał ją po długich staraniach dopiero w 1230, gdy na świecie było już czworo dzieci z tego małżeństwa. W 1244, po śmierci siostry, Małgorzata objęła tron flandryjski. Rozpoczął się wówczas konflikt o zapewnienie następstwa po jej śmierci pomiędzy Wilhelmem a Janem z Avesnes, synem Małgorzaty z pierwszego małżeństwa, które zostało unieważnione przez papieża w 1215, choć faktycznie trwało jeszcze kilka lat. 
Konflikt o sukcesję flandryjską został rozsądzony przez króla Francji Ludwika IX Świętego w 1246 (a więc już po śmierci Wilhelma), przyznając potomkom Wilhelma prawo do sukcesji w hrabstwie Flandrii, a Janowi i jego potomkom w hrabstwie Hainaut. Spór między rodzinami trwał mimo to nadal.
Wilhelm został pochowany w klasztorze cystersów w Orchies, który ufundowała Małgorzata aby uczcić pamięć Wilhelma. W 1257 klasztor wraz z grobem Wilhelma został przeniesiony do Flines.

## Rodzina
Z zawartego w 1223 małżeństwa z Małgorzatą flandryjską (zmarłą w 1280) pochodziło pięcioro dzieci:
- Joanna (1224–1246), żona hrabiego Rethel Hugona III, a następnie hrabiego Bar-Mousson Teobalda II,
- Wilhelm III (1225–1251), hrabia Flandrii,
- Gwidon (1226/7–1304), hrabia Flandrii,
- Jan (1228/9–1258),
- Maria (1230/1–1302), ksieni w opactwie Flines[1].